# ولیکا گربونیکا (لسکوک)
ولیکا گربونیکا (لسکوک) (به لاتین: Velika Grabovnica (Leskovac)}} یک منطقهٔ مسکونی در صربستان است که در لسکواس واقع شده‌است.

## خصوصیات
ولیکا گربونیکا ۱٬۴۵۲ نفر جمعیت دارد.